# Człopki
Człopki – kolonia w Polsce położona w województwie łódzkim, w powiecie poddębickim, w gminie Uniejów.
W latach 1975–1998 kolonia położona była w województwie konińskim.